# コナワエナ高校
コナワエナ高校（コナワエナこうこう、英語: Konawaena High School）は、アメリカ合衆国ハワイ州ハワイ島のコナ地区に2つある公立高校（9年～12年）の一つで、1997年にケアラケヘ高校が始まるまではコナ地区で唯一の公立高校であった。

## 概要
1921年に当時グラマースクールと呼ばれていた学校に9年生が誕生して、その後10年生、11年生、12年生が追加されて、1925年に初めて高校の卒業生が誕生した。1997年にケアラケヘ高校が始まるまで、コナ地区で唯一の高校であった。コナワエナはハワイ語で「風下の中心になる所」の意味（kona＝コナ＝風下、waena＝ヴァエナ＝中心になる所）。
コナワエナ高校の付近はコナコーヒーで有名な地区で、1932年から1968年までは夏休みが9月から11月にシフトされて、生徒たちが家族のコーヒー収穫を手伝えるようになっていた。
現在の地区区分では、コナワエナ高校はサウス・コナ地区のケアラケクアにあり、サウス・コナ地区の子供たち、およびノース・コナ地区の子供たちの一部が通う高校で、ケアラケヘ高校はノース・コナ地区の子供たちが通っている。
以前は同じ敷地内に小学校、中学校も併設されていたので全生徒数は1,000人を超える時期もあったが、小学校のみはすでに州道の反対側（住所：81-901 Onouli Road, Kealakekua ）の新校舎（冷房付き）へ引っ越している。

## 交通
住所は
81-1043 Konawaena School Road, Kealakekua, Hawaii, 96750
で、ハワイ州道11号線の「Konawaena School」交差点の信号をKonawaena School Roadへ入った先の両側にある。

## 著名な卒業生

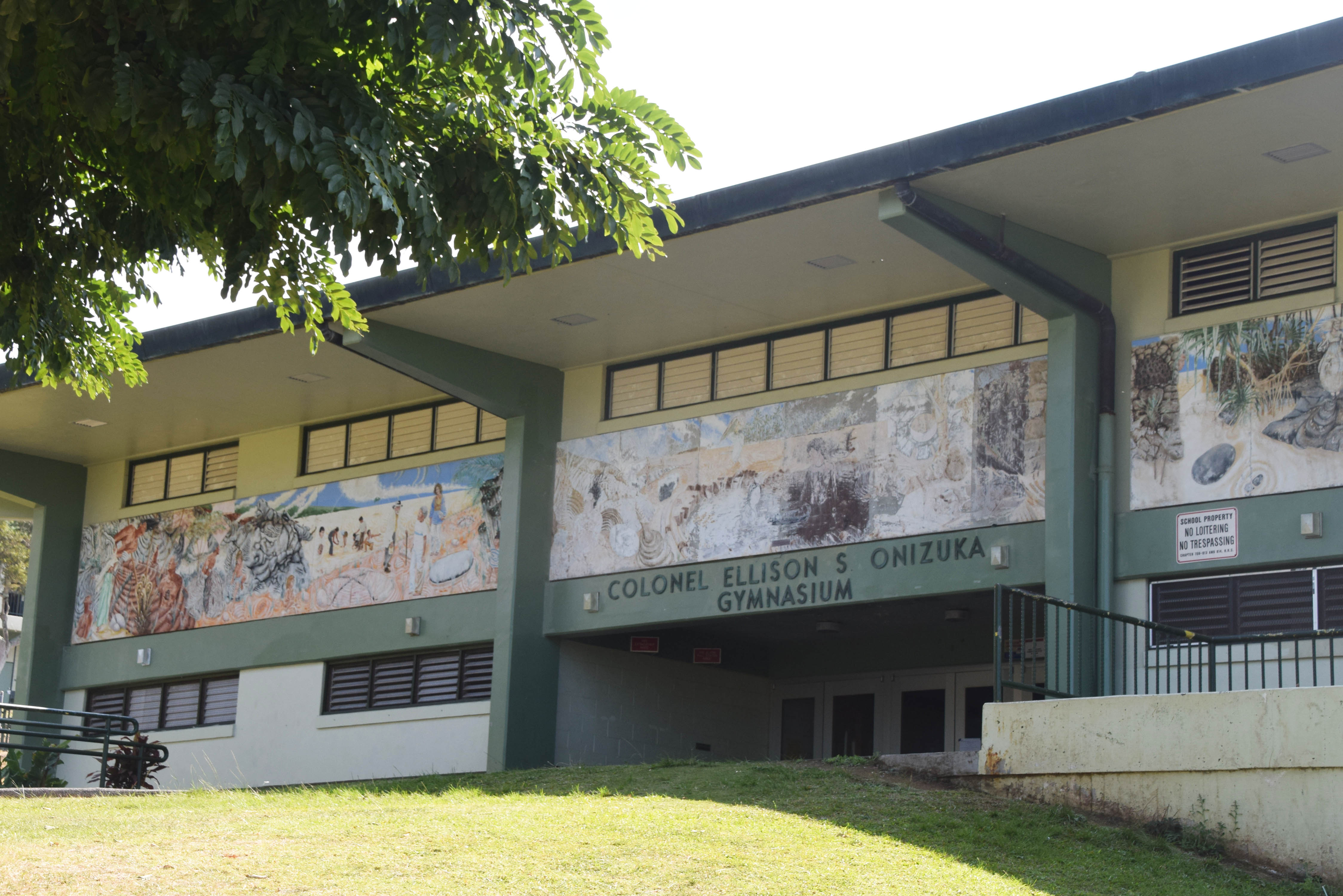
エリソン・オニヅカ記念体育館

- ブライアン・アダムス
- ロケラニ・マクマイケル
- エリソン・オニヅカ
- ハロルド坂田
- ロドニー・ヤノ

## 日本との交換留学
沖縄県立久米島高校と交換留学を行っている。 